# کاترینا اسکورسون
کاترینا اسکورسون (به انگلیسی: Caterina Scorsone) (زاده ۱۶ اکتبر ۱۹۸۱) بازیگرکانادایی است.
از فیلم‌های معروف او می‌توان به بازی در مجموعه تلویزیونی آناتومی گری و فیلم تنها کاری که می‌خواهم انجام دهم اشاره کرد.